# Otiophora leucura
Otiophora leucura is een vlinder van de familie van de grasmotten (Crambidae). De wetenschappelijke naam van deze soort is voor het eerst voorgesteld als Pionea leucura door Oswald Bertram Lower in een publicatie uit 1903.
De soort komt voor in Australië (Queensland).